# Concertina (filo spinato)

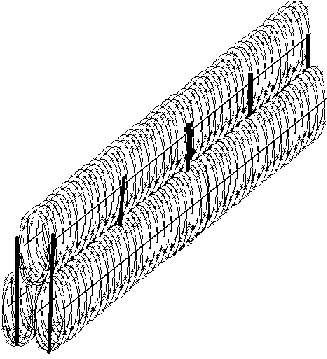
Schizzo di un ostacolo di concertina

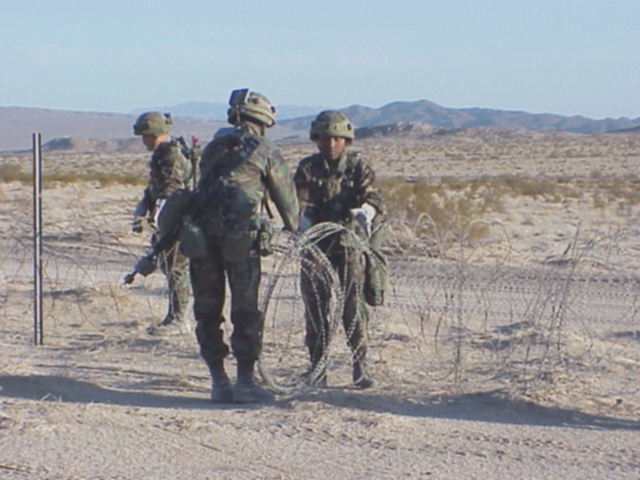
Soldati statunitensi posano la concertina durante un'esercitazione

La concertina è un tipo di filo spinato o nastro spinato modellato in grandi bobine che possono essere allargate come una concertina. Ogni bobina è composta da due eliche che si sostengono l'un l'altra. Assieme al semplice filo spinato e ai paletti in acciaio viene usata per costruire ostacoli di filo militari. Durante la prima guerra mondiale i soldati costruivano a mano la concertina, utilizzando il normale filo spinato. Oggi la sua produzione è di tipo industriale.

## Descrizione
I pacchi di concertina sono pressati per facilitarne il trasporto, ma possono essere trasformati in ostacolo molto più velocemente del normale filo spinato.
Un plotone di soldati può installare la concertina al ritmo di circa un chilometro l'ora. La semplice concertina non è un sistema difensivo molto efficace, e solitamente viene utilizzato in aggiunta ad altre tecniche.
Il filo di concertina viene a volte erroneamente chiamato "filo costantino". "Costantino" è probabilmente un errore nel riportare il termine "concertina", e ha fatto in modo che alcune persone utilizzino il termine "costantino" per fare riferimento al filo fatto con lame di rasoi. Invece di avere una doppia elica, il filo con lame di rasoi, o meno correttamente il "costantino", è formato da un singolo filo con denti lungo tutto il suo percorso.